# 원 나잇 오브 러브
《원 나잇 오브 러브》(One Night Of Love)는 미국에서 제작된 빅터 쉐트징거 감독의 1934년 영화이다. 그레이스 무어 등이 주연으로 출연하였고 해리 콘 등이 제작에 참여하였다.
이 영화를 통해 컬럼비아 픽처스는 아카데미 공로상을 받았다. 이 영화는 아카데미 음악상을 첫 수상했다.

## 출연

### 주연
- 그레이스 무어
- 털리오 카미나티

### 조연
- 라일 탤봇
- 모나 배리
- 제시 랠프
- 루이스 알베르니
- 니디아 웨스트만
- 제인 다웰
- 헨리 아메타
- 허먼 빙

## 기타
- 협력프로듀서: 에버렛 리스킨
- 음향: 폴 닐
- 미술: 스티븐 구손
- 의상: 로버트 칼로크